# Dasychira cardinalli
Dasychira cardinalli är en fjärilsart som beskrevs av Collenette 1939. Dasychira cardinalli ingår i släktet Dasychira och familjen tofsspinnare. Inga underarter finns listade i Catalogue of Life.